# Graciela Bianchi
Graciela Elena Bianchi Poli (14 novembre 1953) è una politica, avvocata e docente uruguaiana, attuale senatrice dell'Uruguay dal 15 febbraio 2020.

## Biografia
Nata da una famiglia di origine italiana, sia i nonni paterni che quelli materni emigrarono in Uruguay durante gli anni del fascismo. Ha studiato all'Instituto de Profesores Artigas, ed è stata direttrice per 18 anni del liceo Francisco Bauzá di Montevideo.

### Carriera politica
Nel 2013 è entrata nel Partito Nazionale, appoggiando la candidatura presidenziale di Luis Lacalle Pou durante le elezioni del 2014. Viene eletta senatrice e deputata per il dipartimento di Montevideo. Ciononostante, nel gennaio 2015 è divenuta membro della Camera dei rappresentanti, rinunciando al senato, secondo l'articolo 101 della Costituzione.
Alle elezioni del 2019 è nominata senatrice per la quarantanovesima legislatura, carica che ha assunto il 15 febbraio 2020. Dal marzo dello stesso anno diventa seconda in linea di successione presidenziale, dopo la vicepresidente Beatriz Argimón.

## Vita privata
È sposata e ha due figli: il più grande è un notaio mentre il più piccolo è un architetto.